# Theganopteryx nitida
Theganopteryx nitida es una especie de cucaracha del género Theganopteryx, familia Ectobiidae.

## Distribución
Esta especie se encuentra en Nigeria, Camerún y Guinea Ecuatorial.